# Официальные языки ООН
Для организации работы органов в системе Организации Объединённых Наций установлены официальные и рабочие языки. Перечень этих языков определён в правилах процедуры каждого органа. На официальных языках издаются все основные документы ООН, включая резолюции. На рабочих языках издаются стенографические отчёты заседаний и на них переводятся речи, произнесённые на любом официальном языке.
Официальными языками ООН являются 6 языков: английский, арабский, испанский, китайский, русский и французский языки.
Если делегация желает выступить на языке, который не является официальным, то она должна обеспечить устный или письменный перевод выступления на один из официальных языков.
Английский, французский, русский, испанский и китайский были признаны официальными языками ООН 1 февраля 1946 года.
Официальными языками ЮНЕСКО являются те же 6 языков.
Официальными языками Международного суда ООН являются английский и французский.

## Рабочие языки
Рабочими языками Секретариата ООН являются английский и французский. Они были признаны рабочими 24 июня 1946 года.
Рабочие языки Совета Безопасности те же, что и официальные языки ООН: английский, арабский, испанский, китайский, русский и французский.
7 декабря 1948 года рабочим языком генеральной ассамблеи и совета безопасности признан испанский.
21 декабря 1968 русский стал рабочим языком генеральной ассамблеи и совета безопасности.
18 декабря 1973 китайский стал рабочим языком генеральной ассамблеи и СБ ООН.
17 декабря 1980 арабский стал рабочим языком генеральной ассамблеи. 15 апреля 1982 он стал рабочим языком ЭКОСОС, 21 декабря 1982 он стал рабочим языком СБ ООН.
С 2018 года началась трансляция контента сайта ООН на хинди, португальском и суахили.
С 2022 года началась трансляция сайта на урду.
Также используются бенгальский и персидский языки. Сайт ООН выпускает новости на французско-креольском, индонезийском, малайском и турецком языках.

## Лига Наций
Английский, французский и испанский языки были официальными языками Лиги Наций.